# Batalla de Chino
La batalla de Rancho Chino fue una acción militar de la Guerra de Intervención Estadounidense, efectuada entre el 26 de septiembre y 27 de septiembre de 1846, en las cercanías del antiguo Rancho de Chino, California. Las fuerzas mexicanas comandadas por el general José del Carmen Lugo lograron derrotar a las fuerzas estadounidenses comandadas por Benjamin Davis Wilson. El grupo de 50 soldados mexicanos logró derrotar a 90 soldados estadounidenses y capturar a 24 soldados, que se encontraban pertrechados en una casa de adobe en el Rancho de Chino, cerca de Chino, California.
- Datos: Q4870731